# Coronaal (fonetiek)
Een coronaal is in de fonetiek een medeklinker die wordt gearticuleerd met het flexibele voorstuk van de tong. De coronale medeklinker is onder te verdelen in een apicaal (met het puntje van de tong), laminaal (met de bovenkant van de tong), domed (met de tong omhoog gebogen) of sub-apicaal (met de tong naar achter gekruld). 
Articulatiepunten van coronalen zijn onder andere de dentaal, alveolaar, postalveolaar en retroflex.